# Cosmote
Cosmote era cea mai mare companie de telecomunicații din Grecia, având sediul la Atena. Este deținută de grupul elen OTE. Compania a vandut operatorul Globul Bulgaria.
Grupul OTE a deținut în România 54,01% din cel mai mare operator de telefonie fixă de pe piața locală, Romtelecom si Cosmote Romania cu 70%.
Cosmote România și-a schimbat numele în Telekom Romania Mobile Communications la data de 13 septembrie 2014, în urma rebranduirii Cosmote și Romtelecom sub numele de Telekom Romania.
Venit în 2008: 3,2 miliarde Euro
Profit net în 2008: 470,6 milioane euro